# کوین اوبنو
کوین اوبنو (انگلیسی: Kévin Aubeneau؛ زادهٔ ۱۰ فوریهٔ ۱۹۸۹) بازیکن فوتبال اهل فرانسه است.